# Münch (Motorradhersteller)

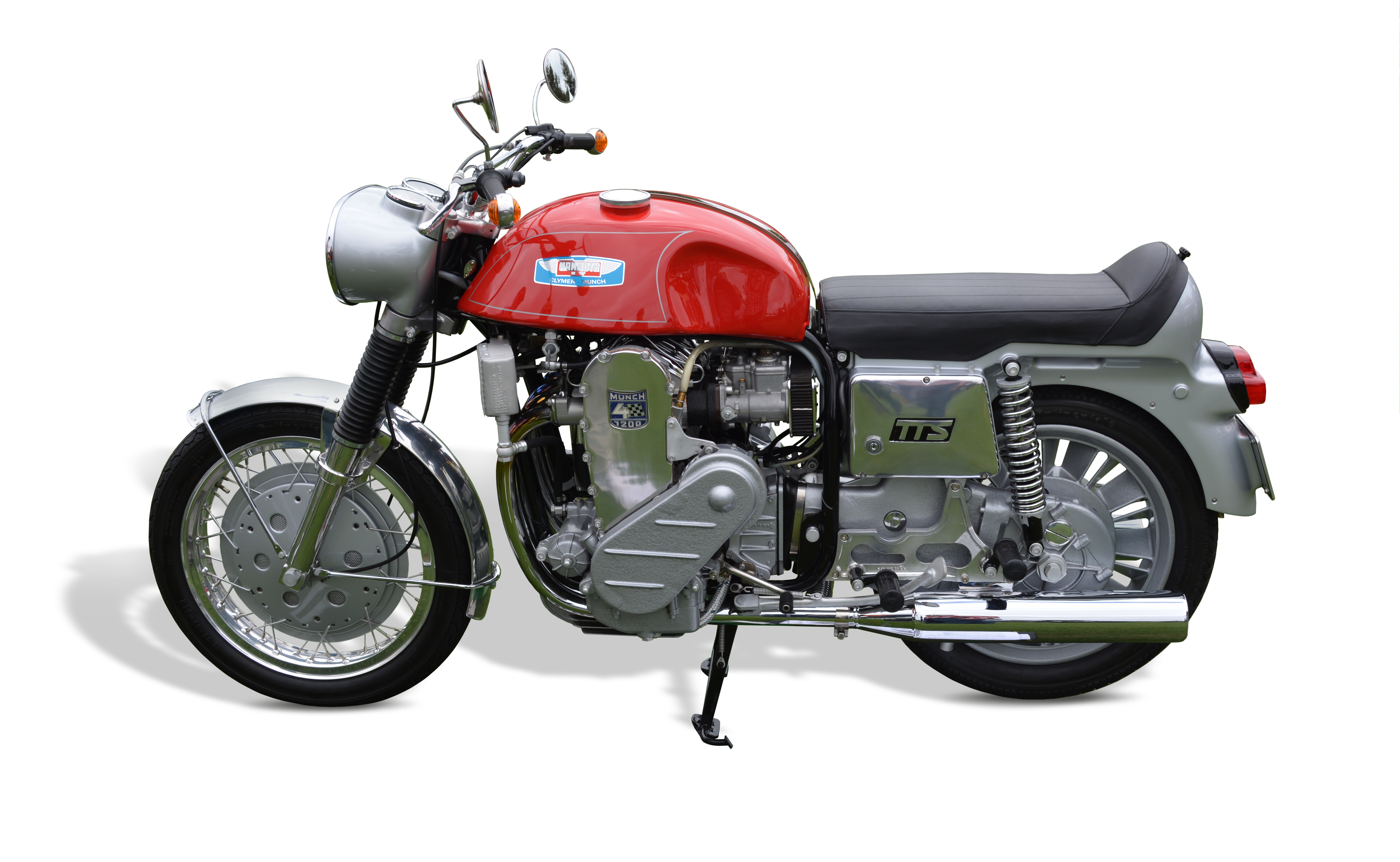
Münch-4 TTS 1200

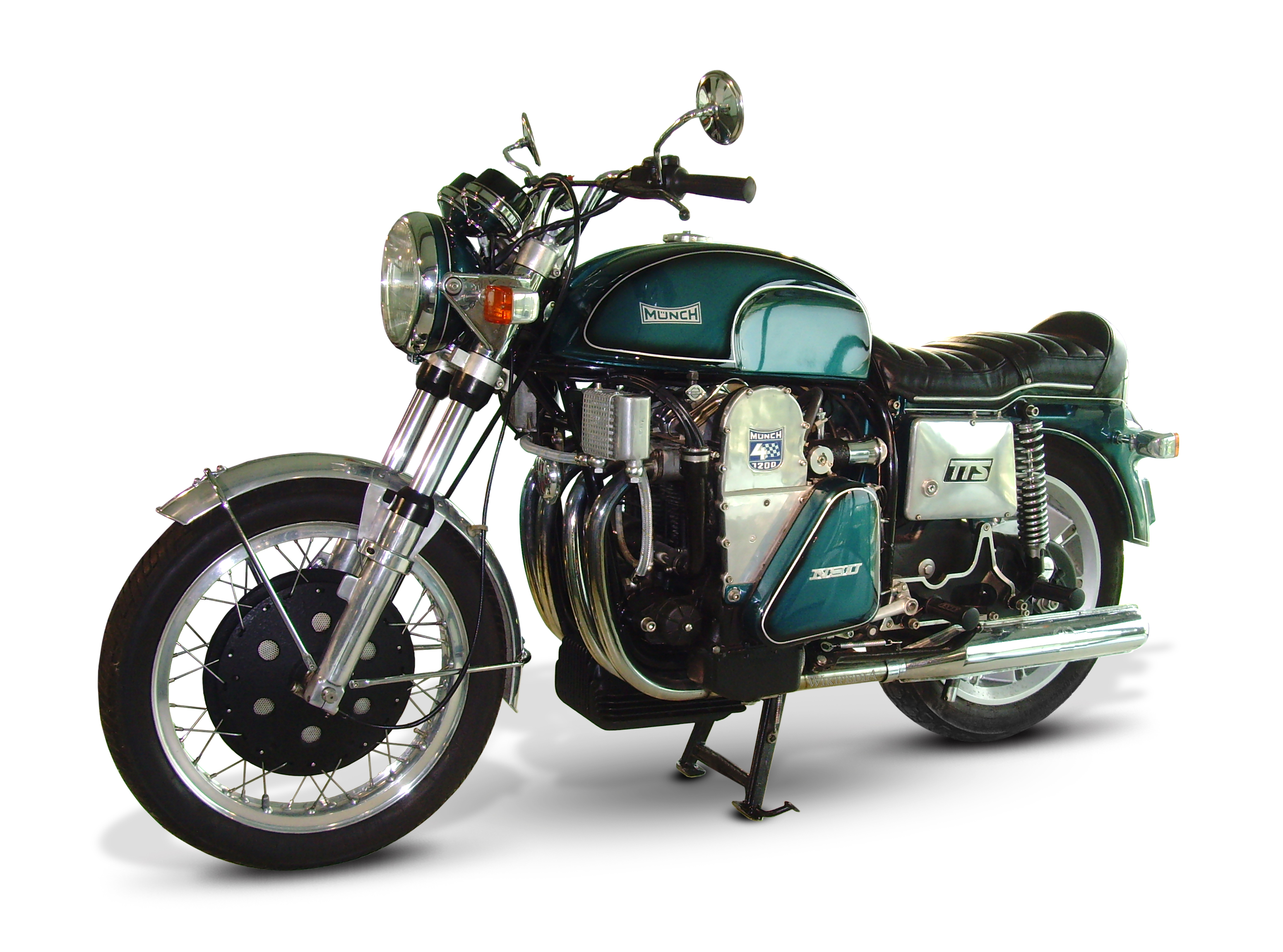
Münch-4 TTS-E 1200

Münch war ein kleiner deutscher Hersteller leistungsstarker, individuell und aufwendig gebauter Motorräder. Sie entstanden in Einzelfertigung unter Verwendung eines meist luftgekühlten Automotors und vieler von dem Unternehmensgründer Friedel Münch gesondert entwickelter Bauteile. Zwischen 1966 und 1976 baute Münch knapp 500 Motorräder. Aufgrund der Modellpolitik ist fast jede Maschine ein Einzelstück hinsichtlich Ausstattung und Material.

## Geschichte

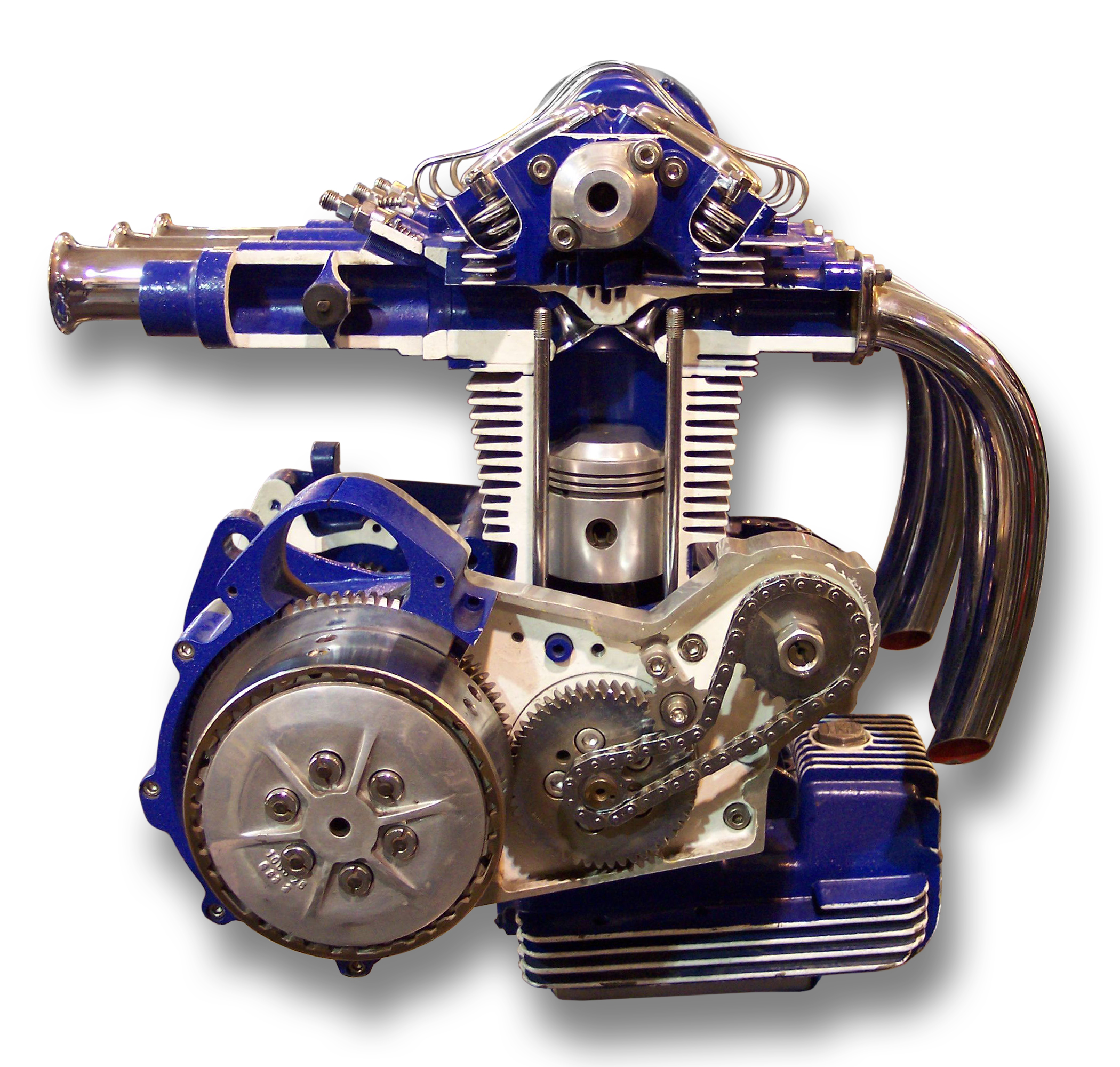
Schnittmodell Münch-Motor

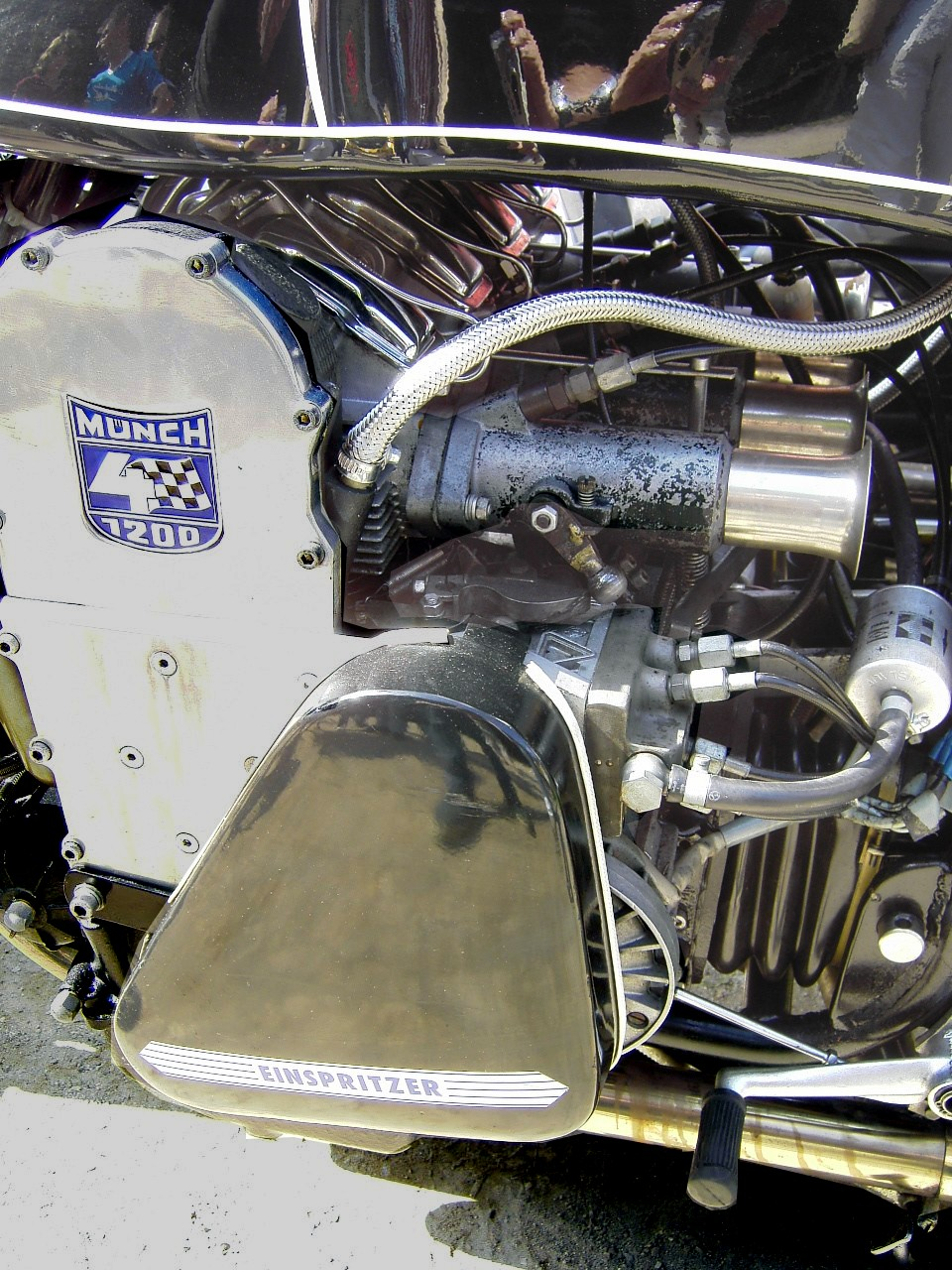
Münch-4 TTS-E 1200 mit Kugelfischer-Benzineinspritzung

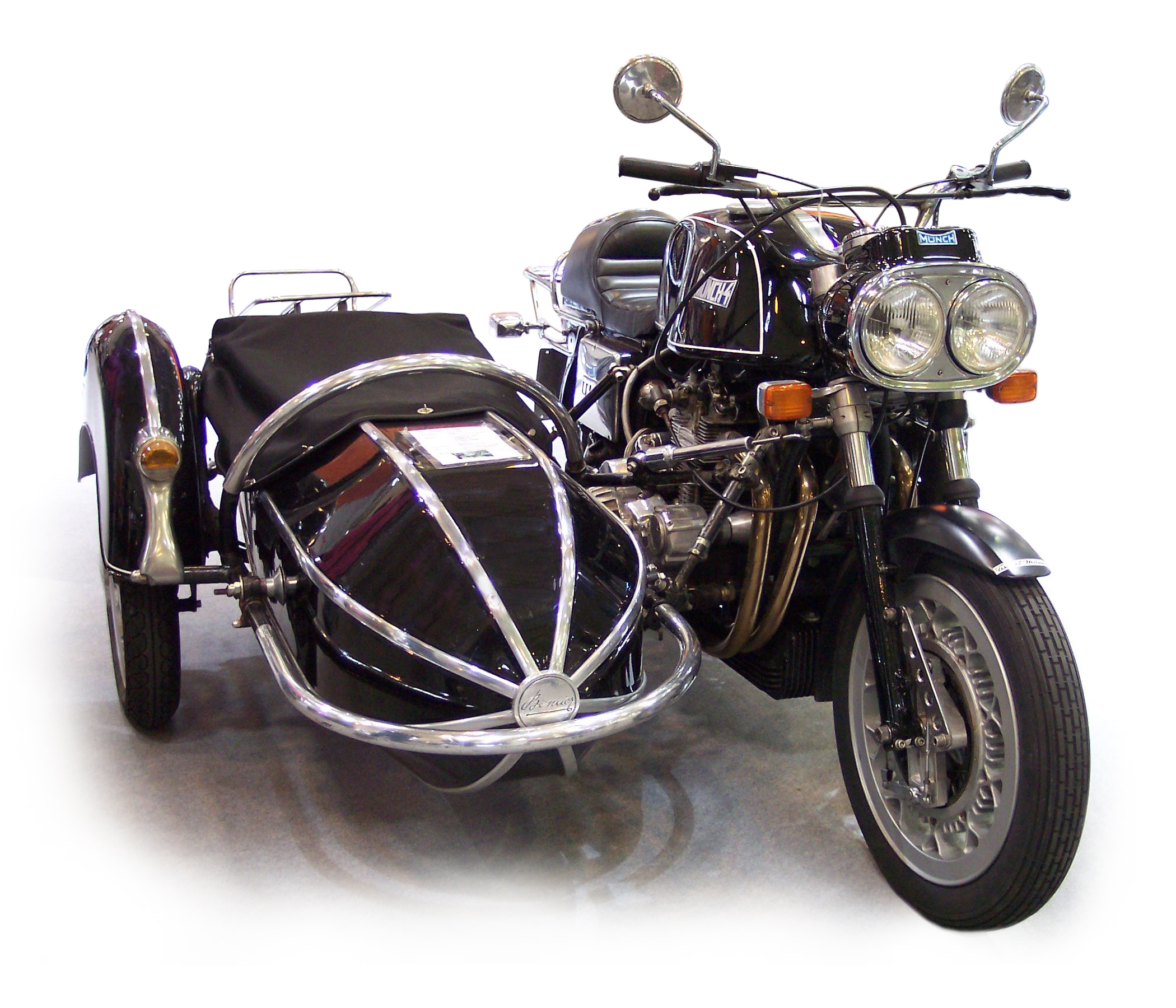
Münch-Gespann

Friedel Münch war Konstrukteur bei Horex, bevor er in Friedberg-Ossenheim mit Motorrädern handelte, Motoren reparierte und nebenbei im Rennsport tätig war.
Ende der 1950er-Jahre nahm der Rennfahrer Jean Murit Kontakt zu Münch auf, der den Bau eines Motorrads mit einem zuverlässigen Motor und gut funktionierenden Bremsen plante. Münch wählte den luftgekühlten Vierzylinder-Pkw-Motor aus dem NSU Prinz 1000 mit 1000 cm³ Hubraum, schuf aus Teilen von Horex die Kupplung und das Getriebe und fertigte die restlichen Teile des Motorrads nach eigenen Zeichnungen selbst an. Etliche Teile waren aus der Magnesiumlegierung Elektron gegossen: etwa das Hinterrad, die Schwinge, das Rahmenheck und die Vorderradbremse.
Das außergewöhnliche Konzept fand eine große Fangemeinde. Das Modell sollte den Namen Mammut erhalten. Doch dieser Name war markenrechtlich für die Maschinenfabrik Berner & Co geschützt und so hieß das Modell offiziell schlicht TT (unter Enthusiasten jedoch hielt sich der Name Mammut bis heute). Im Laufe der Jahre wurden Modelle mit 1000, 1200 und 1300 cm³ Hubraum hergestellt.
Münch engagierte sich auch mit Erfolg für den Rennsport. Infolge von Managementfehlern und wirtschaftlichen Schwierigkeiten (geringe Stückzahlen, hohe Herstellungskosten) stand das Unternehmen mehrmals vor dem Ruin.
Eine Zusammenarbeit mit dem amerikanischen Verleger und Münch-Enthusiasten Floyd Clymer begann 1966. Sie war jedoch nicht von langer Dauer (bis 1969), da der wirtschaftliche Erfolg ausblieb, Clymer in gesundheitliche und finanzielle Schwierigkeiten geriet und nicht mit der Technikermentalität von Friedel Münch zurechtkam.
Auf Clymer folgte 1970 der Amerikaner George Bell, ein Millionärssohn, der zusammen mit Münch eine neue Produktionsstätte in Altenstadt-Waldsiedlung baute. Jedoch trennte sich Bell bereits Ende 1971 wegen ausbleibenden wirtschaftlichen Erfolgs kurzfristig von der Münch KG, die daraufhin Konkurs anmelden musste.
Das Unternehmen wurde von dem Verpackungsmittelhersteller HASSIA Verpackungsmaschinen GmbH übernommen, der sich für die Motorräder von Münch interessierte. So wurde dann auch eine Neukonstruktion mit einem Dreizylinder-Zweitaktmotor auf dem Kölner Salon der Öffentlichkeit vorgestellt, die Münch 3. Diese Präsentation brachte aber nur mäßigen Erfolg, lediglich zwei Exemplare wurden gebaut. Trotzdem liefen die Geschäfte mit dem vorigen Vierzylinderkonzept gut, und in einigen Monaten wurden bis zu 30 Münch-4 produziert. Kunden mussten teilweise Monate auf die bestellte Maschine warten.
1973 kam die TTS-E auf den Markt, das erste Serienmotorrad mit einer mechanischen Kugelfischer-Benzineinspritzung, wie sie auch bei Peugeot, Lancia oder im BMW 2002 tii eingebaut war. Das Motorrad erreichte mit knapp 74 kW (100 PS) eine Höchstgeschwindigkeit von über 200 km/h (Testwert: 206,9 km/h) und beschleunigte in 4,2 sec auf 100 km/h.
1973 betrug der Preis der TTS-E ohne Zubehör 19.425 DM, was unter Berücksichtigung der Inflation aktuell 35.200 Euro entspricht. Durch die neuen japanischen Big Bikes erwuchs in den 1970er-Jahren eine starke und zudem preiswertere Konkurrenz, sodass die Absatzzahlen zurückgingen.
Um das Unternehmen zu retten, bot Luigi Colani 1972 seine Hilfe an und entwarf eine Super-Münch mit einer aerodynamischen Verkleidung und einem Lenker, der in Boulevard- und Rennposition gestellt werden konnte. Die Maschine ging angesichts der angespannten wirtschaftlichen Lage nicht in Serie. Ende 1973 zog sich Hassia zurück und Münch blieb wiederum nur die Möglichkeit, Konkurs anzumelden.
Die Konkursmasse einschließlich der Namensrechte kaufte 1974 der Großhandelsunternehmer und Münch-Fahrer Heinz W. Henke, bei dem Friedel Münch daraufhin als technischer Leiter arbeitete. Die Produktion wurde auf den Bau von individuellen Einzelstücken ausgerichtet. Neue Modelle wurden nicht entwickelt, aber die bestehenden überarbeitet und verbessert. 1977 trennte sich Münch von Henke und begann, unter der Marke „Horex“ Bausätze zu entwickeln, mit denen der Hubraum der Münch-Modelle auf 1400 bis 1800 cm³ gesteigert werden konnte. Henke baute noch bis Anfang 1980 weitere Münch-Motorräder, die jedoch mit der „Mammut“ nichts mehr zu tun hatten.
Bis in die 1990er-Jahre ließ sich Friedel Münch immer wieder überreden, aus Einzelteilen noch neue Münch-4 zusammenzubauen.
Versionen
|                    | Baujahre  | Anzahl             |
| ------------------ | --------- | ------------------ |
| Münch-4 TT 1000    | 1966–1967 | 13                 |
| Münch-4 TTS 1100   | 1967–1968 | 30                 |
| Münch-4 TTS 1200   | 1968–1976 | 478* (inkl. TTS-E) |
| Münch-3            | 1972      | 1                  |
| Münch-4 TTS-E 1200 | 1973–1979 | 478* (inkl. TTS)   |
| Horex 1400 TI      | 1978–1983 | 3                  |
| Mammut 2000        | 2001–2002 | 15                 |

## An den Maschinen verwendete Embleme

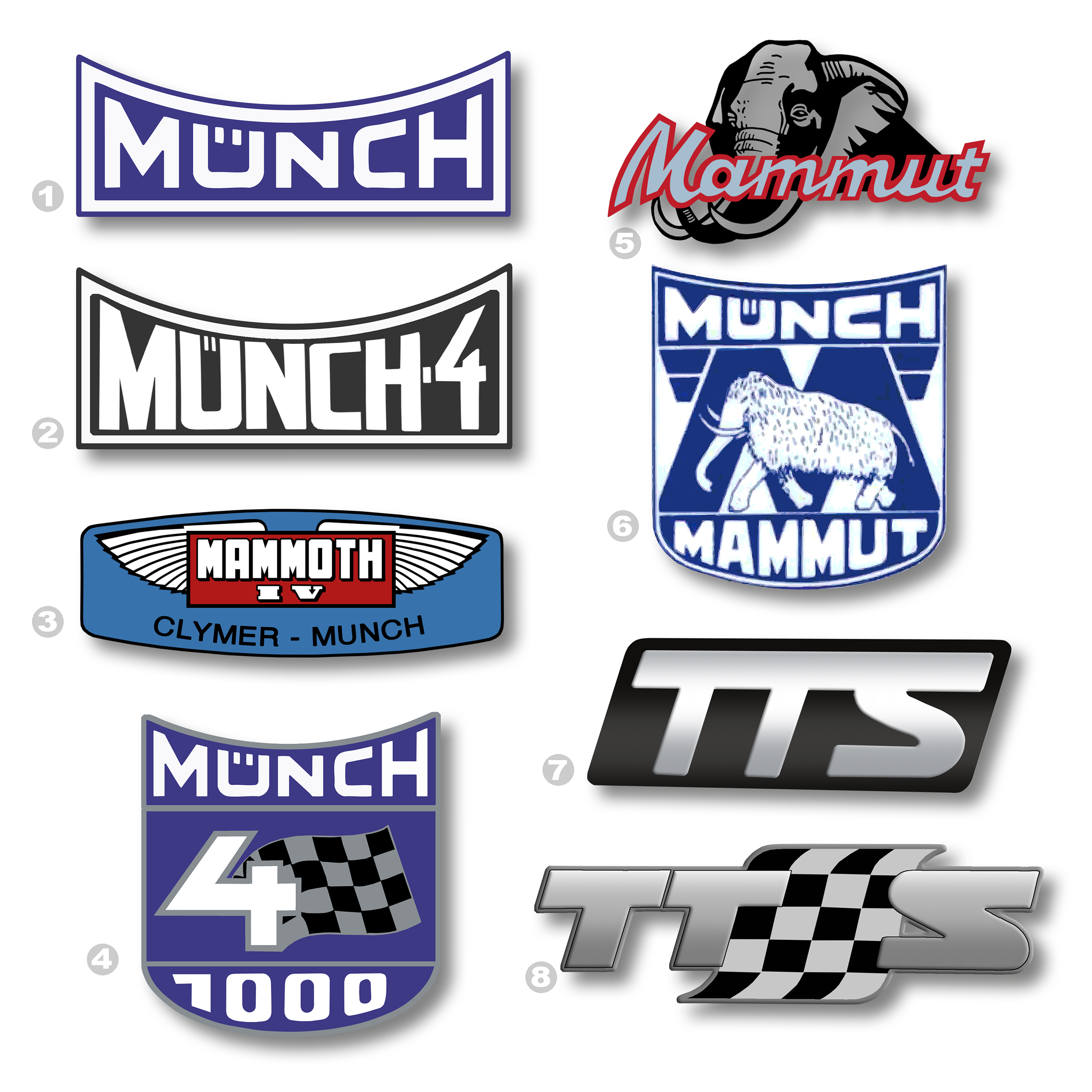
Zusammenstellung verschiedener Embleme

In der rechts stehenden Abbildung sind verschiedene Embleme zu sehen, die im Laufe der Zeit an den Motorrädern von Münch verwendet wurden:

1) Tanklogo 

2) Tanklogo (Version 1966 bis 1980)
 
3) Logo während der Zusammenarbeit mit dem US-Amerikaner Floyd Clymer 

4) Emblem auf dem Steuerkettendeckel (hier von einer Münch-4 TT 1000)

5) das ursprüngliche Logo, das aus markenrechtlichen Gründen nicht verwendet werden durfte, da die Namensbezeichnung "Mammut" bereits geschützt war 

6) weiteres Logo mit dem Mammut 

7) TTS-Logo auf dem Seitenkasten als Hinweis auf den Motor des NSU TTS

8) Version auf den Maschinen mit Einspritzung

## Status
Eine eingeschworene Clubszene sorgt für den Erhalt und die Pflege der existierenden Maschinen. Kaufpreise innerhalb der Clubs erreichen Größenordnungen um 30.000 bis 50.000 €. Es gilt unter Münch-Fahrern als unfein, eine Münch „einfach so“ zum Kauf anzubieten, ohne vorher einem Clubmitglied die Chance zum Erwerb geboten zu haben. Neuerdings kann man sich eine originale Münch-4 bauen lassen. Ein in Lüneburg ansässiges Unternehmen bietet seit einigen Jahren die Möglichkeit dazu. Die Teile dafür werden nach den Original-Konstruktionsunterlagen unter Verwendung der Original-Materialien hergestellt.
Die meisten Münch-Motorräder, die heute in Sammlungen und Museen, wie z. B. im Technik-Museum Speyer, zu sehen sind, stammen aus der Zeit nach 1971. Ab da begann die Fertigung der Münch 4 in „größeren“ Stückzahlen. Die frühen Modelle von Ende 1966 bis Ende 1970 sind sehr selten geworden, auch sind nicht mehr alle vorhanden.
Um Sammlern und Museen die Möglichkeit zu geben, diese frühen Münchs in ihren Sammlungen für die chronologische Darstellung zu zeigen, werden u. a. seit 2003 in Krautheim in Baden-Württemberg diese frühen Münch-Motorräder als historisch korrekte Replikate hergestellt. Die Nachforschungsarbeiten für diese exakten Replikate nahmen über zwei Jahre in Anspruch. Es konnten noch einige Zeitzeugen ausfindig gemacht werden, die mit historischem Bildmaterial die Details der Forschung untermauern konnten, auch Friedel Münch hat sehr viel Wissen und Informationen beigetragen. Durch den Bau dieser Replikate wurde es möglich, der Nachwelt diese wichtigen frühen Motorräder der Münch-Geschichte zu präsentieren. Münch begutachtete die Arbeiten des Herstellers der Replikate und akzeptierte sie.

## Mammut 2000

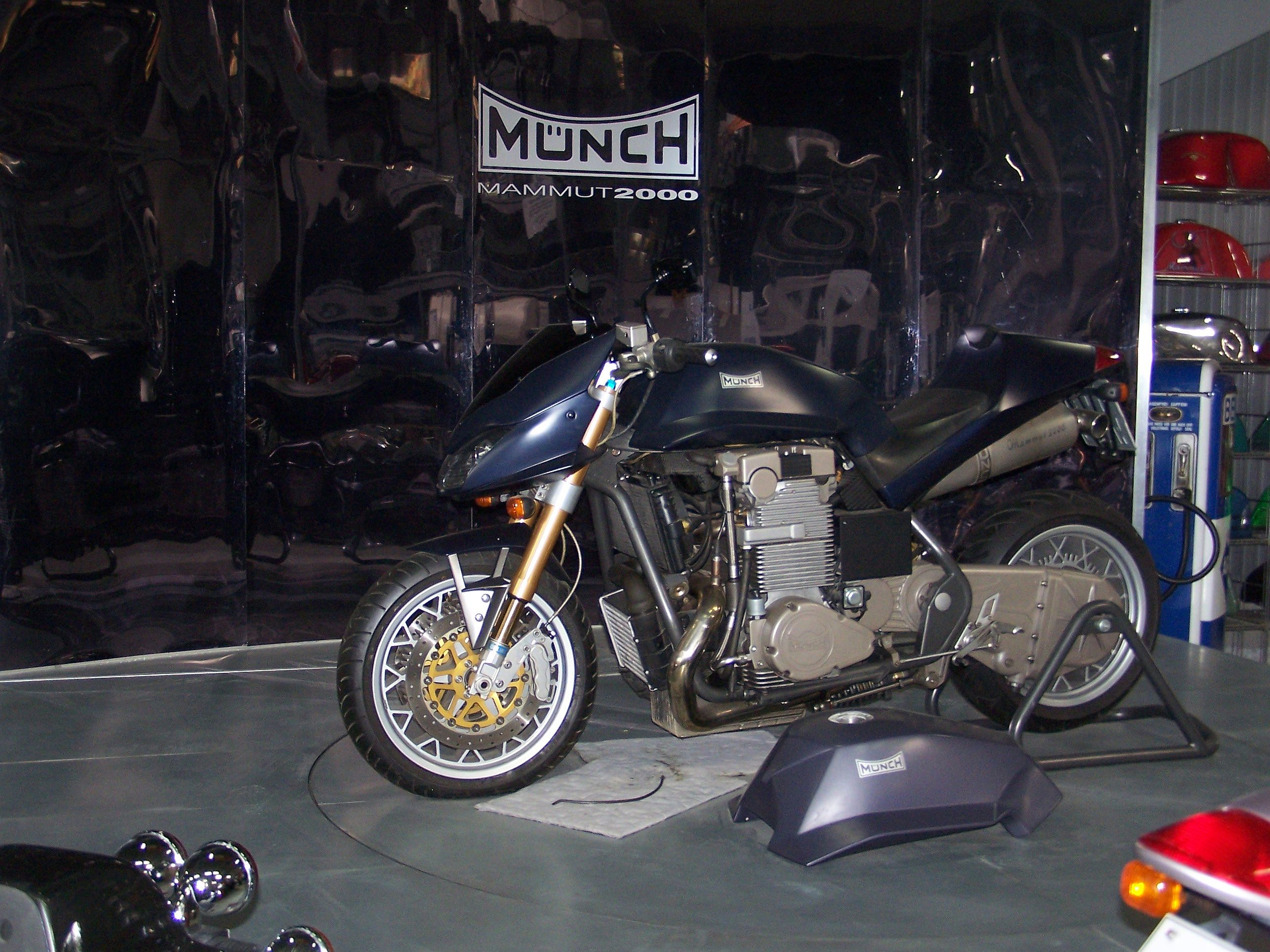
Münch Mammut 2000

1997 sollte auf Initiative des Würzburger Geschäftsmanns und neuen Münch-Markeninhabers Thomas Petsch ein komplett neues Modell als stärkstes Serienmotorrad der Welt in Kleinstserie von 250 Stück für wohlhabende Liebhaber entwickelt und gebaut werden: die Mammut 2000. Dafür wurde die Münch Motorrad Technik GmbH gegründet.
Infolge erheblicher Probleme bei der Konstruktion und Fertigung der Bauteile verzögerte sich die ursprünglich für das Jahr 2000 geplante Auslieferung bis 2002. Nach acht ausgelieferten Maschinen wurde das Projekt Mitte 2002 gestoppt. Gebaut wurden lediglich 15 Münch Mammut 2000 bei der Sachs Fahrzeug- und Motorentechnik GmbH in Nürnberg. Da die kalkulatorischen Herstellungskosten den Kaufpreis von 86.000 € weit überstiegen und eine kostendeckende Produktion nicht möglich war, wurde die Produktion eingestellt.

## Münch TTE

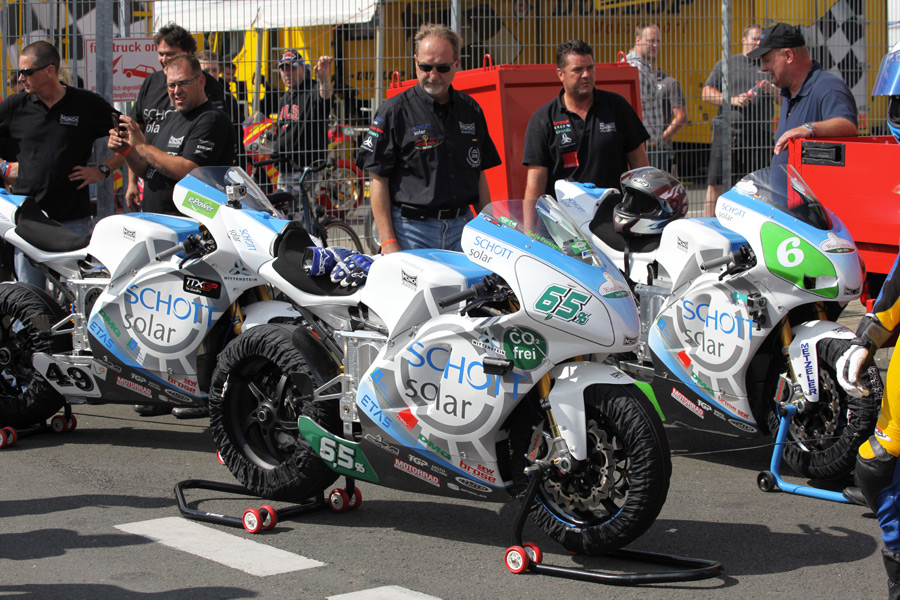
Elektromotorräder Münch TTE2: Start in Oschersleben 2012

In den Jahren 2008 bis 2012 entwickelte Petsch mit seinem Konstrukteursteam die elektrogetriebenen Straßenrennmotorräder Münch TTE-1 sowie das Nachfolgemodell TTE-2. Auf der TTE-2-Maschine errang seine Münch Racing GmbH mit den Fahrern Matthias Himmelmann und Katja Poensgen in den Jahren 2010, 2011 und 2012 mehrere Weltmeistertitel in den Fahrer- und Konstrukteurswertungen der beiden internationalen Straßenrennmeisterschaften für elektrisch angetriebene Motorräder, des TTXGP The eGrandPrix und der FIM e-Power International Championship der Fédération Internationale de Motocyclisme.

## Trivia
2010 wurde der Kinofilm Mammuth mit Gérard Depardieu über eine Vergangenheitsreise mit einer Münch Mammut veröffentlicht.